# Jean-Louis Fargette
Pour les articles homonymes, voir JLF.
Jean-Louis Fargette (né le 20 mai 1948 à La Valette-du-Var et mort assassiné le 17 mars 1993 à Vallecrosia, en Italie), surnommé « JLF », est un parrain du milieu varois des années 1970 à 1993. Son assassinat marque le début d'une sanglante guerre des gangs en Provence.

## Biographie

### Jeunesse
Né à La Valette-du-Var, il passe une partie de son enfance en Nouvelle-Calédonie où son père, militaire d'origine jurassienne, est en poste. La famille retourne à Toulon en 1959, année du décès de son père lors de la catastrophe du barrage de Malpasset.

### Ascension dans le crime organisé (1966-1982)
Repéré à 18 ans par Louis Régnier, dit « le Seigneur des Sablettes », il intègre la Bande des Trois Canards à Paris, où il côtoie Tany Zampa et Auguste Ricord. 
En 1971, il est fiché pour « activités liées au grand banditisme » et développe un racket systématique sur les commerces toulonnais. Propriétaire du bar Le Tonneau, il est condamné en 1977 pour vol et détournement de fonds.

### Exil en Italie (1982-1993)
Fuyant une condamnation pour recel de malfaiteurs en 1982, il s'installe à Vallecrosia (Italie). Depuis un hôtel de Sanremo, il dirige un trafic de faux-monnayage et tente de blanchir de l'argent via des investissements immobiliers (projet Sophia-Estérel à Fréjus) et médiatiques (radio Hyères FM).

### Assassinat et suites
Abattu de cinq balles le 17 mars 1993, son meurtre déclenche une guerre successorale faisant dix morts jusqu'en 1995. La piste de ses lieutenants (dont Jacky Champourlier) est privilégiée.

## Affaires politiques et culturelles

### Collusion avecMaurice Arreckx
Proche du maire UDF de Toulon Maurice Arreckx, il finance ses campagnes et obtient en échange des marchés publics. Chacun des deux hommes va mettre ses ambitions propres au service de l'autre. Lors de la campagne pour les législatives de 1978, Arreckx place Fargette à la tête d’une officine électorale et lui demande d’assurer la sécurité des meetings de l'UDF. Bien que fiché au grand banditisme, il prononce le discours de bienvenue au premier ministre Raymond Barre lorsque celui-ci se rend à Toulon pour soutenir les candidats UDF.
Leur relation est révélée lors d'une commission parlementaire en 1995.

### Projets médiatiques
Il tente de racheter le paquebot France en 1979 pour en faire un casino flottant, et crée en 1980 Les Caves Varoises, société de distribution utilisée pour un double racket légal et illégal.

## Postérité
Son enterrement à La Valette-du-Var rassemble 2 000 personnes selon la presse. Son parcours inspire des documentaires comme Parrains de la Côte d’Azur (Jean-Michel Caradec'h, 2005).